# Hetényi Pál
Hetényi Pál (Budapest, 1935. július 24. – Budapest, 1994. május 14.) Jászai Mari-díjas magyar színész.

## Életpályája
1961-ben a Mafilm Filmszínészképző Stúdiójában végzett. Pályáját az Egyetemi Színpadon az Universitas Együttesben kezdte, amatőr színészként. 

„Csak kétszer próbálkoztam, nem vagyok olyan kitartó karakter, mint például Andorai Péter, aki hetedszerre került be. A Népművelési Intézet irodalmi együttesében ügyködtem, onnan vitt be szegény Mezei Éva az Universitas együttesbe. Ott kezdtem, olyan kitűnő színészek társaságában, mint Jordán Tamás, Fodor Tamás, Sólyom Kati, Kristóf Tibor és mások, s ami a fő: ezeknek a gascogne-i legényeknek Ruszt József volt a kapitánya. Később ahányszor és ahová hívott, például Kecskemétre, Zalaegerszegre, mindig, még Pestről is mentem utána…Mégsem vagyok főszereplő alkat. A film az más. Jól megvagyok én a karakterszerepeimmel, ha becsületesen csinálja az ember, az sem könnyebb munka, mint hősnek lennil.”

1966-tól a Vidám Színpad 1967-től Honvéd Művészegyüttes tagja volt. 1970-től a kecskeméti Katona József Színház, 1978-tól a Népszínházban, 1982-től a Nemzeti Színházban, 1985-től a zalaegerszegi Hevesi Sándor Színházban szerepelt. 1989 óta a Vígszínház tagja volt. 1981-ben Jászai Mari-díjat kapott.

## Fontosabb színházi szerepei
- William Shakespeare: Rómeó és Júlia... Montague; Lőrinc barát
- William Shakespeare: Hamlet... Guildenstern
- William Shakespeare: János király... Chatillon
- William Shakespeare: III. Richárd... Catesby
- William Shakespeare: Szeget szeggel... Escalus, öreg tanácsúr
- William Shakespeare: Minden jó, ha vége jó... Lavache, Roussillon grófnő bolondja
- William Shakespeare: Ahogy tetszik... Ádám, Olivér inasa
- William Shakespeare: Téli rege... Autolycus
- William Shakespeare: A vihar... Caliban
- William Shakespeare: Troilus és Cressida... Diomedes
- Molière: Don Juan, avagy a Kőszobor lakomája... Don Luis
- Friedrich Schiller: Don Carlos... Domingo atya
- Friedrich Schiller: Stuart Mária... William Cecil, Burleigh grófja, főkincstárnok
- Friedrich Schiller: Tell Vilmos... Konrad Baumgarten
- Johann Wolfgang von Goethe: Egmont... Orániai Vilmos
- Aiszkhülosz: Oreszteia... Argoszi vének kara
- Szophoklész: Oidipusz... Pásztor
- Euripidész: Bakkhánsnők... Kadmosz
- Anton Pavlovics Csehov: Három nővér... Csebutikin Ivan Romanovics katonaorvos
- Ivan Szergejevics Turgenyev: Egy hónap falun... Bolsincov
- Iszaak Emmanuilovics Babel: Húsvét... Afonyka Bida, szakaszvezető
- Mihail Alekszandrovics Solohov: Csendes Don... Sztyepan Asztahov
- Bertolt Brecht – Kurt Weill: Koldusopera... Tigris Brown
- Bertolt Brecht: Egy fő az egy fő... Jesse Mahoney
- Bertolt Brecht: A nevelő úr... Wenzeslaus, falusi tanító
- Henrik Ibsen: A nép ellensége... Kill
- Thomas Mann: Mario és a varázsló... Cippola
- Arthur Miller: Közjáték Vichyben... Öreg zsidó
- Arthur Miller: Az ügynök halála... Howard Wagner
- Friedrich Dürrenmatt: A Nagy Romulus... Achilles
- Friedrich Dürrenmatt: Pör a szamár árnyékáért... Anthrax; Philippides, városbíró
- George Bernard Shaw: Tanner John házassága (Ember és felsőbbrendű ember)... Mogorva szociáldemokrata
- Tennessee Williams: Huszonhét fuvar gyapot... Villanyszerelő
- Gotthold Ephraim Lessing: Bölcs Náthán... Egy barát
- Arthur Koestler – Sidney Kingsley: Sötétség délben... Loewy
- Joe Masteroff – John Kander – Fred Ebb: Kabaré... Ernst
- Christopher Marlowe: Doctor Faustus... Valdes, Császár
- T. S. Eliot: Gyilkosság a katedrálisban... Első lovag
- Wolfgang Borchert: Az ajtón kívül... A Férfi, aki ezer éjjelen a lányról álmodott
- Siegfried Lenz: Bűntelenek... Orvos
- Frank Wedekind: A tavasz ébredése... Gábor úr; Álarcos úr
- Bernard Malamud – Kapás Dezső: A segéd... Julius Karp, italbolt-tulajdonos
- Ariano Suassuna: A kutya testamentuma... Püspök
- Karl Wittingre: Ismeri a tejutat?... Az orvos
- Romain Rolland: A szerelem és halál játéka... Jérome de Courvoisier
- Robert Graves – John Mortimer: Én, Claudius... Augustus
- Gerhart Hauptmann Naplemente előtt... Erich Klammroth, Ottília Clausen férje
- Eugene O’Neill: Egy igazi úr... Roche
- Georges Feydeau: Bolha a fülbe... Augustin Ferraillon; Baptastin
- Dario Niccodemi: Tacskó... Fausto
- Jean Anouilh: A buborék... Dr. Subités
- Eugéne Cormon – Adolphe D'Ennery: A két árva... A Doktor
- Sue Townsend – Ken Howard – Alan Blaikley: A 13 és 3/4 éves Adrian Mole titkos naplója... Bert Baxter
- Joseph Kesselring: Arzén és levendula... Teddy
- Gotthold Ephraim Lessing: A bölcs Náthán... Egy barát
- Alfonso Paso: Ön is lehet gyilkos... Caballo felügyelő
- Arthur Schnitzler – Böhm György – Prekop Gabriella: A Zöld Kakadu... Grain, csavargó
- Pierre Aristide Breal: Tíz kiló arany... Léon, a gazda
- Ray Henderson: Diákszerelem... Wendy
- Alfred Uhry: Miss Daisy... Hoke Coleburn
- Karel Čapek – Josef Čapek: A végzetes szerelem játékai... Brighella
- Jovan Hristić: Savonarola és barátai... Alberti
- Csingiz Ajtmatov –  Kaltáj Muhamedzsanov: Fent a Fudzsijámán... Iszabek Mergenov, újságíró
- Alekszandr Stein: Verzió... Mejerhold
- Csokonai Vitéz Mihály: A' özvegy Karnyóné... Tipptopp
- Katona József: Bánk bán... II. Endre, magyarok királya
- Teleki László: Kegyenc... Petronius Maximus, szenátor
- Madách Imre: Az ember tragédiája... Rabszolga; Első demagóg; Barát; Rudolf császár; Lovel; Michelangelo
- Jókai Mór: A kőszívű ember fiai... Rideghváry Bence
- Babits Mihály: Laodameia... Hírnök
- Hubay Miklós: Szfinx... Tiréziász
- Németh László: VII. Gergely... Péter kancellár
- Füst Milán: A néma barát... Senor Alberto, a gyilkos
- Örkény István – Horvai István: Rózsakiállítás... Dr. Tiszai
- Örkény István: A XX. századi hölgyfodrászat alapvető ellentmondásai... Rudi úr
- Móricz Zsigmond: Fortunátus... Drágffy
- Illyés Gyula: Tiszták... Vilmos, molnár
- Darvas József: Szakadék... Kovács Ferenc
- Tersánszky Józsi Jenő: Kakuk Marci... Méltóságos, jólelkű úr
- Sarkadi Imre: Oszlopos Simeon... Jób
- Füst Milán: IV. Henrik király... Hohhenstauffen Frigyes
- Romhányi József – Fényes Szabolcs: Hamupipőke... XIII. Kétségbeesett Boldizsár király
- Fekete Sándor: Borostyán, a vándorszínész... Jókay Móricz, joghallgató és piktorjelölt
- Dallos Szilvia: Akvárium... Koltai
- Békés Pál: Pincejáték... Szilágyi, közelebb az ötvenhez mint a negyvenhez
- Juhász Ferenc: Az éjszaka képei... Beszélő
- Páskándi Géza: A szélmalom lakói... Pali bácsi
- Páskándi Géza: Kálmán király... Marcellino
- Páskándi Géza: Távollevők... Király
- Szakonyi Károly: Adáshiba... Emberfi
- Gyurkovics Tibor – Szakonyi Károly: De ki lesz a gyilkos?... Will
- Hernádi Gyula: Csillagszóró... Dilluh tábornok, Buddha
- Spiró György: Esti műsor... Béla
- Verebes István: Üzenet... Molnár
- Déry Tibor – Pós Sándor – Presser Gábor – Adamis Anna: Képzelt riport egy amerikai popfesztiválról... Bill
- Balogh Elemér – Kerényi Imre – Rossa László: Csiksomlyói passió... Deus  pater, Sidó király, József
- Cserhalmi Imre: Külvárosi legenda... Vágó
- Kocsis István: Magellán... Pap
- Kocsis István: A korona aranyból van. Egyszer egy költő gyönyörűt álmodott egy királynőről... ... Melville, a királynő követe
- Kapás Dezső: Jób könyve... Elifáz
- Turián György: Gázolás... Második férfi
- Erdélyi Sándor: Imádság Zsuzsáért... Zsuzsa apja
- Ödön von Horváth: A végítélet napja... Vendéglős

## Díjak, elismerések
- Jászai Mari-díj (1981)

## Filmjei
| - Szerelmes biciklisták (1965) - Apa (1966) - Aranysárkány (1966) - Harlekin és szerelmese (1966) – Portás - A múmia közbeszól (1967) - Sziget a szárazföldön (1969) – Lakáscserélő IX. - Égi bárány (1970) - Kitörés (1971) – Munkatárs - Még kér a nép (1971) - A járvány (1975) – Hamza - A kétfenekű dob (1978) - A téglafal mögött (1979) - Ajándék ez a nap (1979) – Pető Attila - Októberi vasárnap (1979) - Élve vagy halva (1980) – Nyomozó - A transzport (1981) – Dr. Grad - Ideiglenes paradicsom (1981) – Egy magyar őrnagy - Kettévált mennyezet (1981) – Péntek - Elveszett illúziók (1982) – Blond Emil - Hatásvadászok (1982) – Lacza Pista - Megáll az idő (1982) – Apa - Viadukt (1982) – Rónay - A vörös grófnő 1-2. (1984) – Orvos - Őszi almanach (1984) – Tibor, a tanár úr; Matai Matusz - Képvadászok (1985) – Képkeretező - Miss Arizona (1988) – Stein - Tutajosok (1989) – Csepkanics - Szürkület (1990) – Rendőr - Video Blues (1992) – Apa - Mesmer (1994) – A nyomorult | - Bors I. (1968) – Hadifogoly - Egy óra múlva itt vagyok (1971) – Szabó, fűtő (8. részben) - Rózsa Sándor (1971) – Maradék Pál; Elhurcolt paraszt - Különös vadászat (1973) – Elhárító-tiszt - A három jószívű rabló (1979) – Tóbiás - Fegyverletétel (1979) – Juszkó - Halál a pénztárban (1979) – Völgyi őrnagy - Imre (1979) - Két pisztolylövés (1980) – Szolyka István (1. részben) - Maskarák (1980) - Rettegés és ínség a harmadik birodalomban (1980) - Brutus (1981) - Csere (1981) - Optimisták (1981) – Elnök elvtárs - A nyomozás (1982) – Kőhanthy - Faustus doktor boldogságos pokoljárása (1982) (2 részben) - Fazekak (1982) – Táncsics Mihály - Holtak hallgatása – Requiem egy hadseregért (1982) - Macbeth (1982) - A béke szigete (1983) – Matai Matusz - Mint oldott kéve 1-7. (1983) – Emigráns V. - Viaszfigurák (1983) - A Molitor ház (1984) - Ember és árnyék (1985) - Gyalogbéka (1985) – Illés György alezredes (3 részben) - Linda II. (1986) – Zolnai Dezső, számítógépes oktató - Zsarumeló 1-2. (1987) – Hermann Imre / Hermann László - A halál árnyéka (1987) – Milan Davcsek - Almási, avagy a másik gyilkos (1987) – Swolensky - Luca néni feltámadása (1988) - Angyalbőrben (1990) – Furulyás, istálló-tulajdonos (2. részben) - Anyegin (1990) - Ekkehard (1990) (2. részben) - Bécsi ezüst (1991) – Verőlegény - Família Kft. III. (1992-1993) – Mikola Sándor - István király (1992) – Második katona - Privát kopó 1-6. (1992) – Szántó (5. részben) - Rizikó (1993) – Dallos úr (2 részben) - Feltámadás Makucskán (1994) |

## Szinkronszerepei
| Év   | Cím                                                                       | Szereplő                  | Színész            | Szinkron év |
| ---- | ------------------------------------------------------------------------- | ------------------------- | ------------------ | ----------- |
| 1956 | Teaház az augusztusi holdhoz                                              | Wainwright Purdy ezredes  | Paul Ford          | 1992        |
| 1960 | Lőj a zongoristára!                                                       | N/A                       | N/A                | 1974        |
| 1965 | A fehér asszony (2. magyar szinkron)                                      | N/A                       | N/A                | 1983        |
| 1966 | Korunk hőse                                                               | Kazbics                   | Mamilov Ahmetovics | 1974        |
| 1969 | Nagybátyám, Benjámin                                                      | N/A                       | N/A                | 1983        |
| 1971 | Első szerelem                                                             | Włodzimierz               | Wojciech Szymański | 1975        |
| 1971 | Minden lében két kanál – 12. rész: Az ott én vagyok! (2. magyar szinkron) | Thaddeus Krane            | Geoffrey Keen      | 1984        |
| 1972 | Hová fussak?                                                              | Dr. Sam Golinski          | Tom Bosley         | 1975        |
| 1973 | Fél évszázad korkülönbség                                                 | N/A                       | N/A                | 1974        |
| 1973 | Vadnyugat                                                                 | N/A                       | N/A                | 1976        |
| 1975 | Lóverseny winchesterre és musztángokra (1. magyar szinkron)               | Sam Clayton               | Gene Hackman       | 1982        |
| 1976 | Védőszínek (1. magyar szinkron)                                           | N/A                       | N/A                | 1982        |
| 1979 | Csakhogy megszabadultam tőle!                                             | Maurice                   | Roger Lebel        | 1985        |
| 1979 | Vidéki színészek                                                          | N/A                       | N/A                | 1982        |
| 1980 | A halál archívuma (tévésorozat)                                           | N/A                       | N/A                | 1984        |
| 1980 | A svéd, akinek nyoma veszett                                              | Alf Mattson               | Thomas Oredsson    | 1980        |
| 1981 | Meghökkentő mesék – IV/3. rész: A fiú, aki beszélni tudott az állatokkal  | Szállodaigazgató          | John Nettleton     | 1981        |
| 1982 | Ivanhoe                                                                   | Brian de Bois-Guilbert    | Borisz Himicsev    | 1985        |
| 1986 | Hol volt, hol nem volt                                                    | Orbán Antal               | František Husák    | 1986        |
| 1991 | Könyörtelen idők                                                          | Jeleky Barna, Menyus apja | Jan Nowicki        | 1991        |